# Balsamorhiza macrolepis
Balsamorhiza macrolepis là một loài thực vật có hoa trong họ Cúc. Loài này được W.M.Sharp mô tả khoa học đầu tiên năm 1935.